# Chernel István

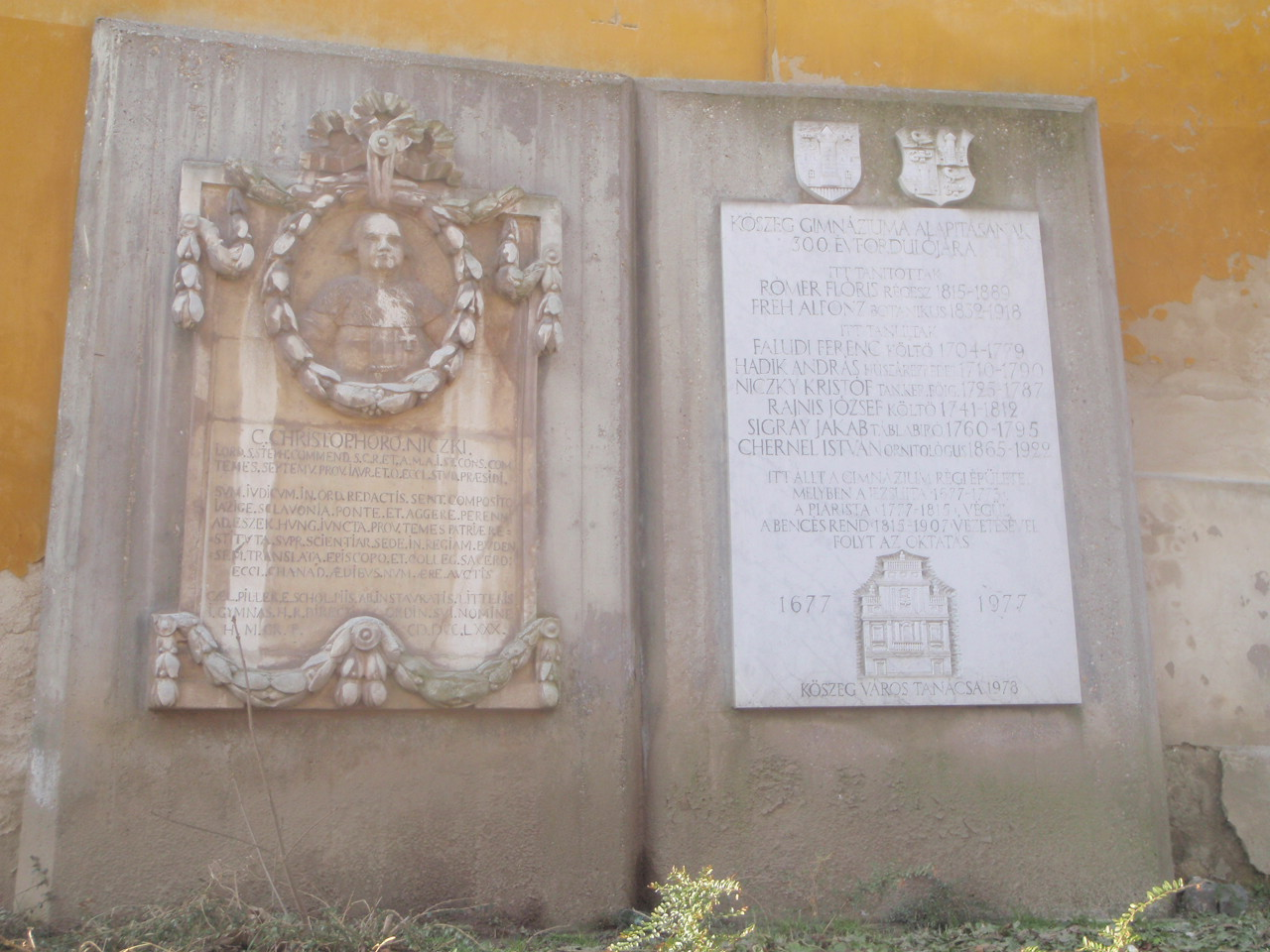
Kőszeg – Az egykori bencés iskola emléktáblája őrzi a nevét

Chernelházi Chernel István Dezső Ákos Elek (Kőszeg, 1865. május 31. – Kőszeg, 1922. február 21.) magyar ornitológus, a magyar királyi madártani intézet főnöke, miniszteri tanácsos, Sopron vármegye törvényhatósági bizottságnak a tagja.

## Családja és származása
Apai ágon a régi köznemesi származású chernelházi Chernel család leszármazottja. Szülei chernelházi Chernel Kálmán (1822–1891) és a főnemesi származású gróf tolnai Festetics Mária (1835–1910); az apai nagyszülei chernelházi Chernel Ferenc (1778–1864) főszolgabíró, kerületi táblabíró, földbirtokos, valamint rátki és salamonfai Barthodeiszky Terézia (1788–1877); az anyai nagyszülei pedig gróf tolnai Festetics István (1798–1835), földbirtokos és chernelházi Chernel Sarolta (1809–1850) voltak. Az egyik elsőfokú unokatestvére chernelházi Chernel Gyula (1842–1910), országgyűlési képviselő, akitől örökölt nyaralót és szőlőt Badacsonyban, ahol 1912-től Chernel István jelentős időt töltött természetkutatással és üdüléssel.
Chernel Kálmán elsősorban történész volt, de érdekelték a természettudományok is, főleg a madártan; egyik fivére, Chernel Elek (1815-1887) kerületi táblai ülnök (1861), Vas vármegye adminisztrátora (1864), főispáni helytartó volt. Chernel István húga chernelházi Chernel Sarolta (1868–1953) volt, akinek a férje báró Miske Kálmán (1860–1943) régész, muzeológus, a Vasvármegyei Múzeum egyik alapítója, a múzeum Régiség Tárának vezetője, majd 1912 és 1943 között igazgatója volt.

## Életpályája
Soproni középiskolai természetrajz tanára, Fászl István tanította meg a madarak preparálására. Madártani megfigyeléseit 12 éves korától naplójában rögzítette. Első szakcikke a Vadász Lapban jelent meg 1882-ben.
Szülei közigazgatási pályára szánták, ezért négy évig jogot hallgatott a pozsonyi, majd a budapesti egyetemen, de már eközben tanulmányozta a madártan irodalmát. Egyetemi hallgatóként bejárta a Velencei-tó környékét, ellátogatott a Hanságba és a Kis-Kárpátokba, és e helyeken madártani megfigyeléseket is végzett. 1887-ben Erdélyben ismerkedett meg és kötött életre szóló barátságot Herman Ottóval, a polihisztor természettudóssal.
1888-ban fejezte be egyetemi tanulmányait, és apja kívánságára közigazgatási gyakornok lett Sopronban, de már 1889-ben lemondott állásáról, és visszatért Kőszegre, hogy csak a madártannak éljen.
1890-től vett részt a Herman Ottó által szervezett madárvonulási megfigyelésekben. Még ez évben az 1891-es budapesti II. Nemzetközi Ornithológiai Kongresszust előkészítő bizottság tagjává választották; ő lett a bizottság titkára.
Létrehozta a Vasvármegyei Múzeum természetrajzi osztályát, és ő lett az osztály első őre, 1908-tól 1912-ig. Ez alatt alakította ki az intézmény Vas vármegye madárvilágát bemutató preparátumgyűjteményét.
Mintegy 2000 preparátumból álló gyomortartalom-gyűjteményét a Magyar Ornithologiai Központnak adományozta. 1916-ban, Herman Ottó halála után ő lett a központ vezetője.
A lápokban, mocsarakban szerzett betegségek legyengítették egészségét. Egy fűtetlen vasúti kocsiban megfázott, és az ennek szövődményeként fellépő spanyolnáthában mindössze 57 évesen, 1922. február 21-én, Kőszegen elhunyt. A kőszegi városi temetőben nyugszik, sírhelyét a Nemzeti Emlékhely és Kegyeleti Bizottság „A” kategóriában a Nemzeti Sírkert részévé nyilvánította.

## Házassága és gyermekei
1890. december 7-én kötött házasságot Modoron, felesége pongyelóki Rotth Dóra (1866–1940) lett, akinek a szülei pongyelóki Rotth József (1831–1902) királyi tanácsos, Pozsony vármegye királyi tanfelügyelője és Frőlich Irma (1838–1891) voltak. A frigyükből született:
- chernelházi Chernel Márta (1892 – †?) férje báró Schelver György.
- chernelházi Chernel Miklós (1896 – Kelet-Galícia, 1916. június 7.)

## Természettudományos munkássága
Állandóan járta az országot, és naplót, jegyzeteket írt madártani megfigyeléseiről. 1891 nyarán Norvégiába utazott, ahol feleségével Tromsø és környékének madárvilágát tanulmányozták. Elsőként bizonyították, hogy a Tromsøya szigeten fészkel a rozsdástorkú pityer (Anthus cervinus) és a vékonycsőrű víztaposó (Phalaropus hyperboreus). Felfedezték, hogy a partközeli szigeteken előfordul a Nassa incrassata porceláncsiga (kauri) és a közönséges csészecsiga (Patella vulgata) is. Norvégiai tapasztalatairól írt könyvében kimerítően taglalta a vidék földrajzi viszonyait, külön fejezetet szentelt a lappok életének.
Magyarországon a legszívesebben a Velencei-tónál dolgozott, ahol a Velencén élő Meszlényi család látta vendégül. 1898-ban jelentette meg Frivaldszky János: Nomenclator Avium Regni Hungariae (A magyar birodalom madarainak névjegyzéke) című művét, ami máig a madártani szakmunkák fontos forrása. 1899-ben adta ki fő művét: „Magyarország madarai különös tekintettel gazdasági jelentőségökre” – ez volt az első olyan, tudományos madártani könyv, amit magyar szerző írt. A monumentális munka 22 évi gyűjtés eredménye, és külföldön is megismertette szerzőjét, akit ezek után számos kongresszusra hívtak meg.
Közreműködött Naumann tizenhét kötetes „Naturgeschichte der Vögel Mitteleuropas” című alapműve új, jubiláris kiadásának előkészítésében; majd Brehm: Az állatok világa című művének három, madarakkal foglalkozó kötetét fordította magyarra, egyúttal hazai adatokkal egészítve ki azokat.
Az Országos Állatvédő Egyesület alelnökeként 1902-ben megalakította annak kőszegi fiókegyesületét, aminek fő feladata a gyakorlati madárvédelem (fészekodúk készítése, kihelyezése, a madarak téli etetése stb.) volt. Ő honosította meg hazánkban a madárodúkat és madáretetőket, amelyiket először a háza körüli parkban helyezett el. Úgyszintén 1902-ben az amerikai „Day Birds” mintájára megszervezte Kőszegen a madarak és fák napját.

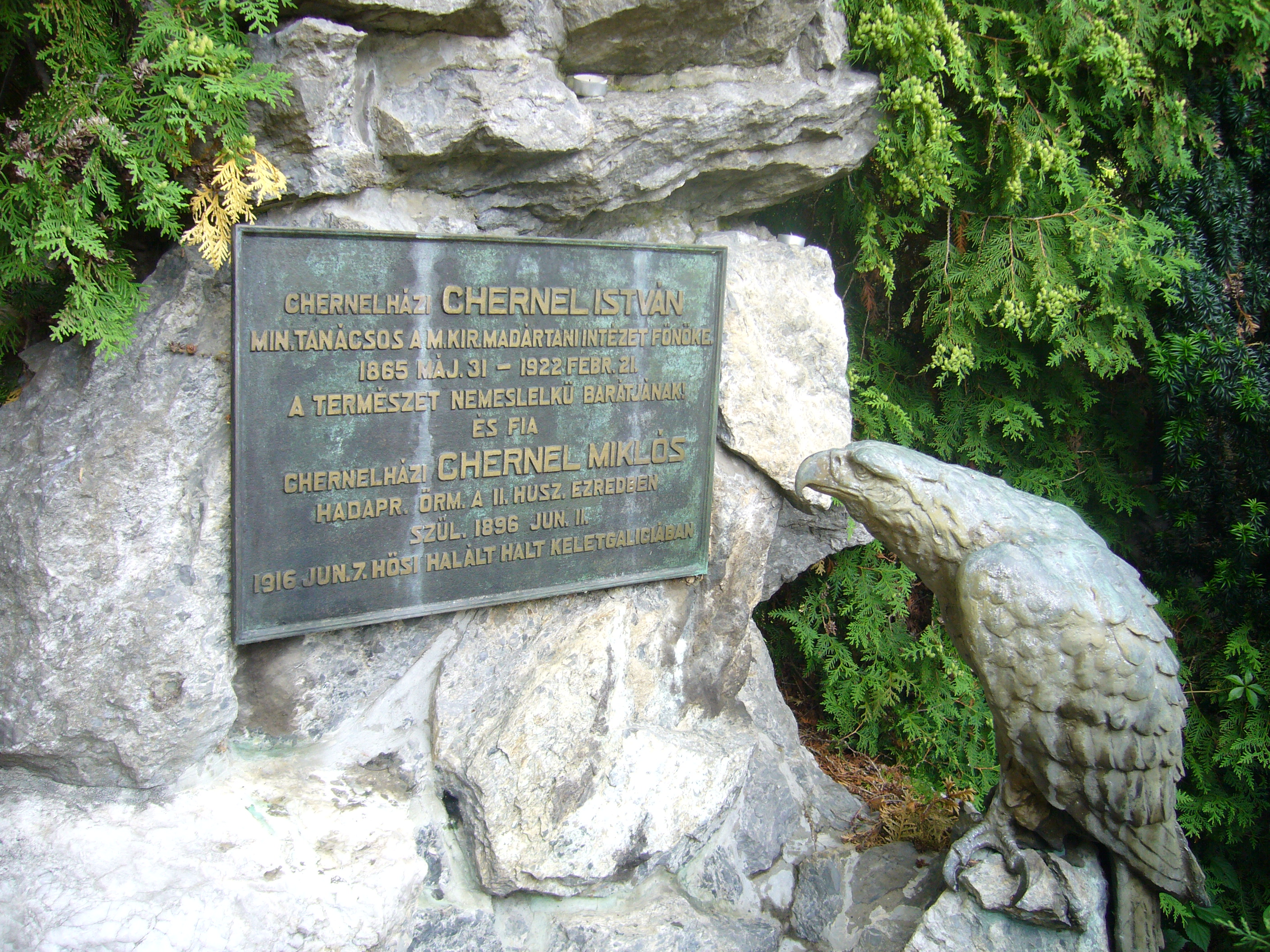
Sírja a kőszegi temetőben

Chernel Istvánnak az első fokú unokatestvére Chernel Gyula országgyűlési képviselő volt, aki tulajdonosa volt egy badacsonyi nyaralónak és szőlőbirtoknak. A háza és a szőlő 1910. május 29-én bekövetkezett halála után a gyermektelen Chernel Gyula unokatestvérének a fia, azaz Chernel István kiskorú gyermeke Chernel Miklós lett az örökös a néhai tulajdonos óhaja szerint. Chernel István 1912-ben vette birtokba a fia nevében, először (Chernel István naplójából tudható) 1912. március 5-én jelent meg Badacsonyban. Élete során Chernel István 41 alkalommal összesen 282 napot – 9,5 hónapot, évente eltérően 10 – 73 napot időztek e gyönyörű vidéken, amelynek a természetét is lelkesen tanulmányozta.

## Egyéb művei
Norvégiában 1891-ben ismerkedett meg a sível és a síeléssel, amiről 1893-tól több népszerűsítő cikket írt, majd 1896-ban megírta és kiadta A lábszánkózás kézikönyve című könyvét (terjesztő: Lampel Róbert (Wodianer F. és fiai) Budapest), amiben Magyarországon elsőként ismertette e sportot. E művével lerakta a hazai sí szaknyelv alapjait. A Velencei-tónál nemcsak a madárvilágot tanulmányozta, hanem megismerte a helyi dialektust is, amiről több nyelvészeti írást jelentetett meg.

## Kötetei
- Bibliographia ornithologica hungarica; Hornyánszky Ny., Bp., 1889
- Utazás Norvégia végvidékére; szerzői, Bp., 1893
- A lábszánkózás kézikönyve; Lampel, Bp., 1896 (hasonmásban: 2003)
- Magyarország madarai különös tekintettel gazdasági jelentőségökre, 1-2.; képekkel ellátta Nécsey István, intézte Herman Ottó; Franklin, Bp, 1899 (A földmívelésügyi magyar kir. minister kiadványai Magyar Ornithologiai Központ) (hasonmásban: 1985)
- Az okszerű madárvédelem eszközei; Országos Állatvédő Egyesület, Bp., 1907
- Máday Izidor–Chernel István: Madárvédelmi törekvések Magyarországban. A társadalom közreműködése; Pátria Ny., Bp., 1911
- Nomenclator avium regni Hungariae; összeáll. chernelházi Chernel István; Ornithologiai Központ, Bp., 1918
- A vadászat nemes élvezete. Válogatott vadászati írások, vadásznaplók; vál., utószó Majthényi László; Kortárs, Bp., 2015
- Lélekkel teljesített hivatás. Chernelházi Chernel István naplója, 1914–1922, 1-2.; sajtó alá rend., tan. Faragó Sándor; NYME, Sopron, 2015

## Művészi hajlamai
Lírai hangulatait kora ifjúságában többször versekbe foglalta, és ez a hangvétel tudományos munkáiból is kicsendül. Művészi hajlamainak másik megnyilvánulása volt a festészet: természetesen főleg madarakat rajzolt naplómellékleteiben, menyasszonyához írott leveleiben. Nagyon szerette a zenét; nagyon jól énekelt, mesterien citerázott, zenét is szerzett és fényképezett.

## Hagyatéka, emlékezete
- Róla nevezték el a Magyar Madártani és Természetvédelmi Egyesület Vas megyei csoportját.[12]
- A Magyar Madártani és Természetvédelmi Egyesület a madárvédelem és természetvédelem érdekében folytatott kiemelkedő munkáért Chernel István emlékérmet adományoz.
- A Velencei-tó mellett az ő nevét viseli az 1959-ben avatott madárvárta, melynek falán emléktábla emlékezik itteni tevékenységére. Emléktáblája áll az agárdi strand bejáratánál is. Agárdon utcát és iskolát neveztek el róla.
- Szülővárosa, Kőszeg szülőházának falán állított neki emléktáblát.
- Egykori kertjét Horváth Ernő mentette meg a pusztulástól. A kertben 1965-ben nyitották meg a Chernel-kert Arborétumot, ami mellett madárvédelmi mintatelep is működik; mindkettőt a Őrségi Nemzeti Park igazgatósága kezeli. Ugyanitt 1972-ben nyitották meg a Chernel István és Bechtold István munkásságát bemutató emlékmúzeumot. A kert előtt emlékmű magasodik.
- Az ő nevét viseli az 1972-ben avatott kőszegi sípálya.
- Róla nevezték el az 1936-ban alakult 353-as cserkészcsapatot, amely 1989-ben alakult újjá.
- Chernel István nevét vette fel a magyarországi sízők és sípályák érdekeinek védelmére, valamint a sísport hazai népszerűsítésére 2014-ben alakult csoport, a Chernel István Sí Klaszter, honlapja:  http://www.sieljitthon.hu
- A Chernel által írt első sí-tankönyv „A lábszánkózás kézikönyve”, 2013 júliusában Magyar Sportmúzeumban „a hónap műtárgya” volt, ld. http://www.sportmuzeum.hu/?id1=ahonapmutargya&idcikk=23
- Az eplényi Síarénában 2014-ben emléktáblát kapott a hazai sísport úttörője.